# Abigail Breslin
Abigail Kathleen Breslin (sinh ngày 14 tháng 4 năm 1996) là một nữ diễn viên và ca sĩ người Mỹ. Cô xuất hiện trước công chúng lần đầu tiên khi cô mới ba tuổi và trong bộ phim đầu tiên của mình, Signs (2002) khi lên năm tuổi. Những vai diễn khác của cô bao gồm trong phim Little Miss Sunshine (2006), giúp cô nhận đề cử Giải Oscar cho nữ diễn viên phụ xuất sắc nhất, No Reservations (2007), Nim's Island (2008), Definitely, Maybe (2008), My Sister's Keeper (2009), Zombieland (2009), Rango (2011), August: Osage County (2013), The Call (2013), Ender's Game (2013) và Perfect Sisters (2014). Tháng 9 năm 2015, cô bắt đầu đóng trong loạt phim truyền hình hài-kinh dị Scream Queens trên Fox, cũng là vai diễn thường xuyên đầu tiên của cô trên truyền hình.